# Great Activity
Albums de Nana Mizuki
Hybrid Universe
(2006) Ultimate Diamond
(2009)
Compilations par Nana Mizuki
The Museum
(2007)
Singles
Great Activity est le 6e album studio de la chanteuse et seiyū japonaise Nana Mizuki sorti le 14 novembre 2007 sous le label King Records. Il arrive 2e à l'Oricon. Il se vend à 43 126 exemplaires la première semaine et reste classé 10 semaines pour un total de 66 634 exemplaires vendus.

## Liste des titres
| 1.  | Bring it on!                          | Nana Mizuki       | Matsuki Fuji/Hitoshi Fujima      | 4:12 |
| 2.  | Orchestral Fantasia                   | Hibiki            | Noriyasu Agematsu                | 5:28 |
| 3.  | Promise on Christmas                  | Sutsuka Hiwatari  | Hayato Tanaka                    | 4:47 |
| 4.  | Massive Wonders (MASSIVE WONDERS)     | Nana Mizuki       | Toshiro Yabuki                   | 4:15 |
| 5.  | Take a chance                         | Chisato Nishimura | Wakabayashi Takashi/Shinya Saito | 4:23 |
| 6.  | First Calendar (ファーストカレンダー) | Yuumao            | Junpei Fujita                    | 4:00 |
| 7.  | Last Scene (ラストシーン)             | Hajime Mizoshita  | Hajime Mizoshita/Tsutomu Ohira   | 4:52 |
| 8.  | Seven (SEVEN)                         | Nana Mizuki       | Nana Mizuki/Hitoshi Fujima       | 4:28 |
| 9.  | Aoi Iro (アオイイロ)                  | Bee'              | AGENT-MR                         | 4:23 |
| 10. | Try Again (TRY AGAIN)                 | Toshiro Yabuki    | Toshiro Yabuki                   | 4:19 |
| 11. | Secret Ambition (SECRET AMBITION)     | Nana Mizuki       | Shikura Chiyomaru/Hitoshi Fujima | 4:23 |
| 12. | Nostalgia                             | SAYURI            | TLAST/Shinya Saito               | 2:51 |
| 13. | Heart-shaped chant                    | Nana Mizuki       | Noriyasu Agematsu                | 5:12 |
| 14. | Chronicle of sky                      | Shikura Chiyomaru | Shikura Chiyomaru/Daisuke Kikuta | 4:55 |
| 15. | Sing Forever                          | Sonoda Ryoji      | Hitoshi Fujima                   | 5:57 |

DVD NANA SUMMER FESTA 2007 DIGEST
1. OPENING "Level Hi!"
2. Anata ga Erabu NANA SONG BEST 10 (あなたが選ぶNANA SONG BEST 10)
3. Acoustic Corner (アコースティックコーナー)
  1. Pierce (ピアス)
  2. Hoshizora to Tsuki to Hanabi no Shita (星空と月と花火の下)
4. MASSIVE WONDERS